# 田中涼子 (タレント)
田中 涼子（たなか りょうこ、1984年8月4日 - ）は、大阪府出身のタレント、元グラビアアイドルである。K-pointに所属している。

## 経歴
大阪府出身。地元の高校を卒業後、総合病院の受付を担当していたが、同僚との雑談が多過ぎることから雑用係に配置転換された。雑用係に配置転換された後のある日、病院内の廊下で、採血で取った血液を運搬中に落下させる失態を犯し、病院を解雇された。その後、新たな職業を探しながらレースクイーンや読者モデルなどを勤めていたが、後日になって現在の事務所からスカウトされ、芸能界にデビューした。
2014年7月4日、一般人男性と結婚したことを自身のブログで発表した。婚姻届は都内の区役所に代理人を通じて提出。結婚後の芸能活動についてはできる限り行うと同日のブログで述べている。
2016年9月22日、第1子を妊娠していることを自身のブログで発表した。12月6日に第1子男児を出産。

## 人物
- 趣味はスノーボード、プール、映画鑑賞、料理
- 特技は水泳、資格は秘書事務、コンピュータ利用技術、医療事務を所持
- 好きな食べ物はハラミ、佃煮、みりん干し、ハヤシライスのルー、ふりかけ、のり、バナナなど
- 嫌いな食べ物は生卵、イクラ、カズノコ、シシャモ、ちりめんじゃこ
- キメ言葉は「おかずちょうだいって言ってるでしょ!」。
- スキップができない。
- レモンを丸かじりできる[1]。

## エピソード
- 2005年にSUPER GT第3戦がセパン・インターナショナル・サーキットで開催され、則島奈々美とクアラルンプール行きの航空機に搭乗した。しかし、到着時に機内でパスポートを紛失したことが発覚したため入国審査を受けられず、管理局に8時間滞在したあとに帰国した。その後、本人曰く「（反省の意味で）しばらく干された」。だが、干されたことに気付いておらず、油断して体重が増えたが「お菓子のゴミと荷物の鞄があり、（お菓子を）鞄に入れるつもりだったが、ゴミ袋の中に入れて捨てた」ことが真相[5]。
- 所属事務所から、2006年より活動拠点を東京に移すことを打診されていたが、一人暮らしへの不安から先送りにしていた。2008年には仕事の大半が東京のものとなり、しばらくは知人宅や事務所の会議室で寝泊まりしていたが、同年夏に上京。転居後はホームシックに悩まされ、月に一度は帰阪している。
- ネットラジオ「おしゃべりやってまーす」では、転々と飛躍する言動で共演するライセンスや木村まどかを困惑させ、誕生日だった「井本（ライセンス）のケーキを手づかみで奪い取る」といった常識外れな行動をとることから、山賊アイドル（通称「賊ドル」）と呼ばれる番組のかき回し役だった。また、東京での一人暮らしに関する出来事を文章にして語る「涼子の東京日記」を担当した。一番受けたネタは「（自身の）パンツをマンションの階下の大家の庭に落として放置していた」こと。
  - 番組中に寝てしまい、マネージャーから番組中に最後通告を受けるものの、収録日と場所が判っているという理由で出演を続けた。だが、番組のリニューアルによって正式に降板となる。
- 2008年、同事務所の深澤ゆうきに誘われて「すかんく」名義でキングオブコント2008へ出場。看護師コントを行ったが1回戦で敗退した。
- 長らくプロフィールの「特技」にスノーボードを挙げていたが、それは本人曰く「オーディションの際、実演せずに済む」からだった。実際には「経験がある」という程度で、過去には林間コースで転落して救助を受けたことがある。プロフィールを見たテレビ局から仕事が入ったが、他の出演者より劣っていたことを身を持って知ったため、特技から「趣味」へ訂正することとなった。
- 入浴時間が極端に短く、ボディソープをスポンジでなく陰毛で泡立てて身体を洗う程である。

## 活動

### 映画
- 「ハアドボイルド漫談師 大風呂屋エイジ～河津桜よ永遠に～」（吉本興業、2013年)

### Vシネマ
- 「妖怪大世紀」（エースデュース、2008年12月）
- 「戦慄ショートショート コワバナ 恐噺」(トリコ、2011年)

### テレビ
バラエティー、情報
- 勝利の女神〜3rdSTAGE〜（チバテレビ、2008年1月〜3月）（エンタ!371、2008年2月〜4月）
- おでかけ!（毎日放送、2008年1月〜3月）
- ゴッドタン（テレビ東京、2008年6月11日、7月2日、11月5日、11月19日、2009年2月11日、6月3日、9月9日、2010年2月10日、2011年8月24日など） - 芸能界ストイック暗記王「気をそらせ隊」メンバーの一人。イチャまんグランプリでも第3回（2013年）までレギュラー。2016年4月2日の放送では「マジギライ1／5」（劇団ひとり）に出演した。
- 神さまぁ〜ず（TBS、2008年9月23日）
- 西村京太郎の鉄道ミステリー（旅チャンネル）
- グラビアの美少女 (MONDO21)
- 新・最強メダル伝説（サンテレビ、2010年4月 - ） - バトルハニーとして出演
- 上田ちゃんネル 24時間ぐらい生TV2010 (CSテレ朝チャンネル、2010年4月17日-4月18日)DVD販売促進
- オードリー春日のカスカスTV (CSテレ朝チャンネル、2010年4月22日、2010年5月6日) キャンペーンガール
- SNOW SWEET LIFE（J SPORTS）
- ダウンタウンDX（日本テレビ、2011年11月10日）
- ハシゴマン（TOKYO MX、2011年11月17日-東十条編ハシゴガール（ゲスト））
- パワー☆プリン（TBS、2011年10月12日〜2013年8月30日）レギュラー
- ざっくりハイボール（テレビ東京、2011年10月8日〜）ざっくりハイガール
- コヤブ歴史堂〜にゃんたの（秘）ファイル〜（ABCテレビ、2013年5月25日 - 2014年9月27日）Rekico（二代目）役
- ノリで行こう!!名古屋版（中京テレビ）
- 鎧美女（2016年3月24日、フジテレビONE)

### ドラマ
- 花ざかりの君たちへ〜イケメン♂パラダイス〜（フジテレビ、2007年7月〜9月）
- ROOKIES（TBS、2008年4月〜7月）
- ガリレオΦ（フジテレビ、2008年10月4日）
- サンデージャポン 波瀾爆笑（TBS 2009年10月4日） - 爆笑問題・田中の元妻役（再現フィルム）
- 女優力（日本テレビ、2010年1月9日〜）
- インディゴの夜（東海テレビ/フジテレビ、2010年3月）　-　チエコ 役
- 鈴子の恋（東海テレビ、2012年1月〜） - 冬子 役

### インターネット放送
- 告っちゃ!（GyaOジョッキー、2007年10月26日、2009年1月30日）
- おしゃべりやってまーす水曜日（K'z Station、2008年4月〜2009年4月）
- ハイキングウォーキングのアイドル★チェキ!（GyaOジョッキー、2008年5月28日、2009年1月28日）
- 田中涼子 DVD「感度涼好」ダイジェスト （あっ!とおどろく放送局、2008年6月12日配信開始）
- タレント密着24時（GyaO・ShowTime、前編:2009年4月10日・後編:2009年4月24日配信開始）
- 『エロカワビキニ』プレイバック!（GyaOアイドル・ShowTime、2009年6月5日配信開始）
- アメリカザリガニのアイドル★チェキ!II（GyaOジョッキー、2009年6月29日）

### ラジオ
- ゴチャ・まぜ!金スペ ミニコーナー（MBSラジオ、2008年4月11日 – 10月3日）
- ドッキリ!ハッキリ!三代澤康司です（ABCラジオ、2018年9月8日「今日のスペッシャル!」にゲスト出演）

### 舞台
- Air studioプロデュース「Juliet」（2007年12月、東銀座・Air studio）
- Air studioプロデュース「HETARE」（2008年1月〜2月、東銀座・Air studio）
- Air studioプロデュース「Kiss Me You〜がんばったシンプー達へ〜」（2008年5月、新宿・全労済ホールスペース・ゼロ）
- 恋人は透明人間（2009年7月8〜12日、池袋・シアターグリーン）
- Air studioプロデュース「ファイナルアンサー！？2009」(2009年12月、東銀座・Air studio、)
- 「ブレイクスルー JAPAN 2010」舞台「秘蜜。」（2010年8月13日-15日、新宿・SPACE107)
- 劇団スカンクシアター「秘蜜。2 〜Wedding Party〜」（2011年3月9日-14日、Geki地下Liberty）
- Air studioプロデュース「NEXT DOOR」（2011年7月13日-18日、東日本橋・AQUA studio、脚本・演出:藤森一朗）
- 劇団スカンクシアター「秘蜜。3」（2011年8月24日-29日、Geki地下Liberty）
- Air studioプロデュース「シェアハウス -O・MO・TE・NA・SHI-」（2014年11月21日-25日、東日本橋・AQUA studio）
- 岡本貴也 作演「暗転セクロスw」（2014年10月、上野ストアハウス）

### レースクイーン
- 2005年 SUPER GT APEXERA with apr キャンペーンガール（第1戦、第2戦）
- 2007年 SUPER GT D.H.G Racing レースクイーン『ほわいてぃず』
- 2007年 スーパー耐久 EXEDY with シーケンシャルガール
- 2008年 スーパー耐久 EXEDY RACING GIRL

### コンパニオン
- 2005年 大阪オートメッセ オートバックスセブンブース
- 2007年 大阪オートメッセ,福岡オートサロン EXEDYブース
- 2008年 東京オートサロン,大阪オートメッセ,福岡オートサロン EXEDYブース

### その他
- 2007年12月、『ZAKZAK』（夕刊フジ、産業経済新聞社）のアイドル企画「ZAK THE QUEEN 2007」で準グランプリを受賞。

## 作品

### DVD
1. 涼風〜すずしげ〜（トリコ、TRID-35、2007年11月22日）
2. 感度涼好（トリコ、TRID-053、2008年5月22日）ASIN B00162M4UA
3. ギュッと、ね。（ラインコミュニケーションズ、LCDV-40345、2008年11月2０日）
4. Blanche（彩文館出版、SBVD-0021、2009年2月25日）
5. Smile Switch（竹書房、TSDV-41235、2009年6月26日）
6. 魅涼（トリコ、TRID-109、2009年9月19日）
7. 集涼[DVD-BOX]（トリコ、TRID-117、2009年11月21日）
8. 虹色＠Slow life（ラインコミュニケーションズ、LCDV-40404、2010年1月20日）ASIN B002ZF32TE
9. 涼子的な彼女（アドバンスエージェンシー、2010年6月、監督:野中哲也）ASIN B003H8LNR6
10. ごめんね...。（イーネット・フロンティア、2010年9月22日）ASIN B003W4FYNY
11. 涼想い（トリコ、2011年2月19日）ASIN B004GQ6756
12. ほんまに妄想トリップ（イーネット・フロンティア、2011年8月19日、監督:安倍雄治）ASIN B0056P7G88
13. さぷらぁ〜いず!（2012年1月20日、ラインコミュニケーション）
14. 絶対涼域〜ファイナルメッセージ〜（2012年12月21日、トリコ）
15. 集涼2[DVD-BOX]（トリコ、TRDR-002、2013年3月16日）
16. ショートヘアな彼女（2013年8月30日、グラッソ）

### 写真集
- mint（2009年1月、彩文館出版、撮影：加納典譲）ISBN 978-4775603611
- ほんまに好き?（2011年8月4日、イーネット・フロンティア、撮影:松田忠雄）ISBN 978-4862058447